# 山樱花
山櫻花（学名：Prunus serrulata 或 Cerasus serrulata），又名山櫻，是蔷薇科李属樱亚属的植物。喬木（C. serrulata var. serrulata.），高3-8米，樹皮灰褐色或灰黑色。樹枝灰白色或淡褐色，無毛。冬芽卵圓形，無毛。葉片卵狀橢圓形或倒卵橢圓形，長5-9公分，寬2.5-5公分，先端漸尖，基部圓形，邊有漸尖單鋸齒及重鋸齒，齒尖有小腺體，上面深綠色，無毛，下面淡綠色，無毛，有側脈6-8對；葉柄長1-1.5公分，無毛，先端有1-3圓形腺體；托葉線形，長5-8公分，邊有腺齒，早落。花序傘房總狀或近傘形，有花2-3朵；總苞片褐紅色，倒卵長圓形，長約8毫米，寬約4公分，外面無毛，內面被長柔毛；總梗長5-10公分，無毛；苞片褐色或淡綠褐色，長5-8公分，寬2.5-4公分，邊有腺齒；花梗長1.5-2.5公分，無毛或被極稀疏柔毛；萼筒管狀，長5-6公分，寬2-3公分，先端擴大，萼片三角披針形，長約，毫米，先端漸尖或急尖；邊全緣；花瓣白色，稀粉紅色，倒卵形，先端下凹；雄蕊約38枚；花柱無毛。核果球形或卵球形，紫黑色，直徑8-10公分。花期4-5月，果期6-7月。
台灣所指的山櫻花在其他漢語地區被稱為钟花樱花（學名：Cerasus campanulata）。

## 别名
野生福岛樱（经济植物手册）、樱花（中国高等植物图鉴）。

## 异名
- Cerasus serrulata (Lindl.) G. Don ex Loudon var. lannesiana (Carr.) Makino
- Cerasus serrulata (Lindl.) G. Don ex Loudon var. pubescens (Makino) Yu et Li

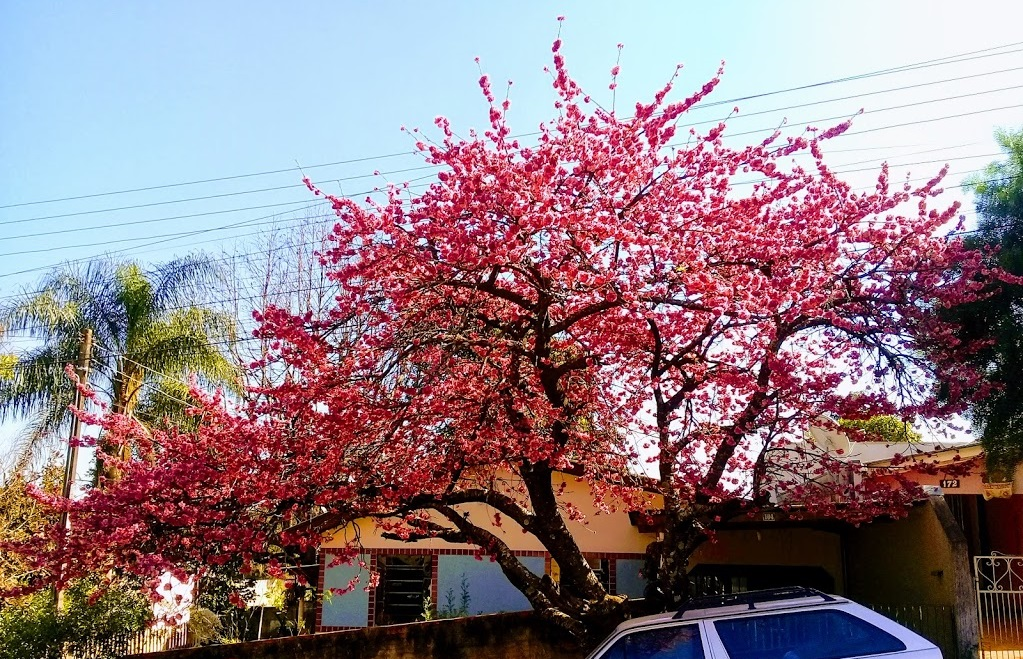
如蓬塔格羅薩的例子所示，櫻桃樹可以在亞熱帶氣候下生長

- Prunus serrulatus Lindl.
- Prunus serrulatus Lindl. var. pubescens (Makino) Wils.